# Elissa Slotkin

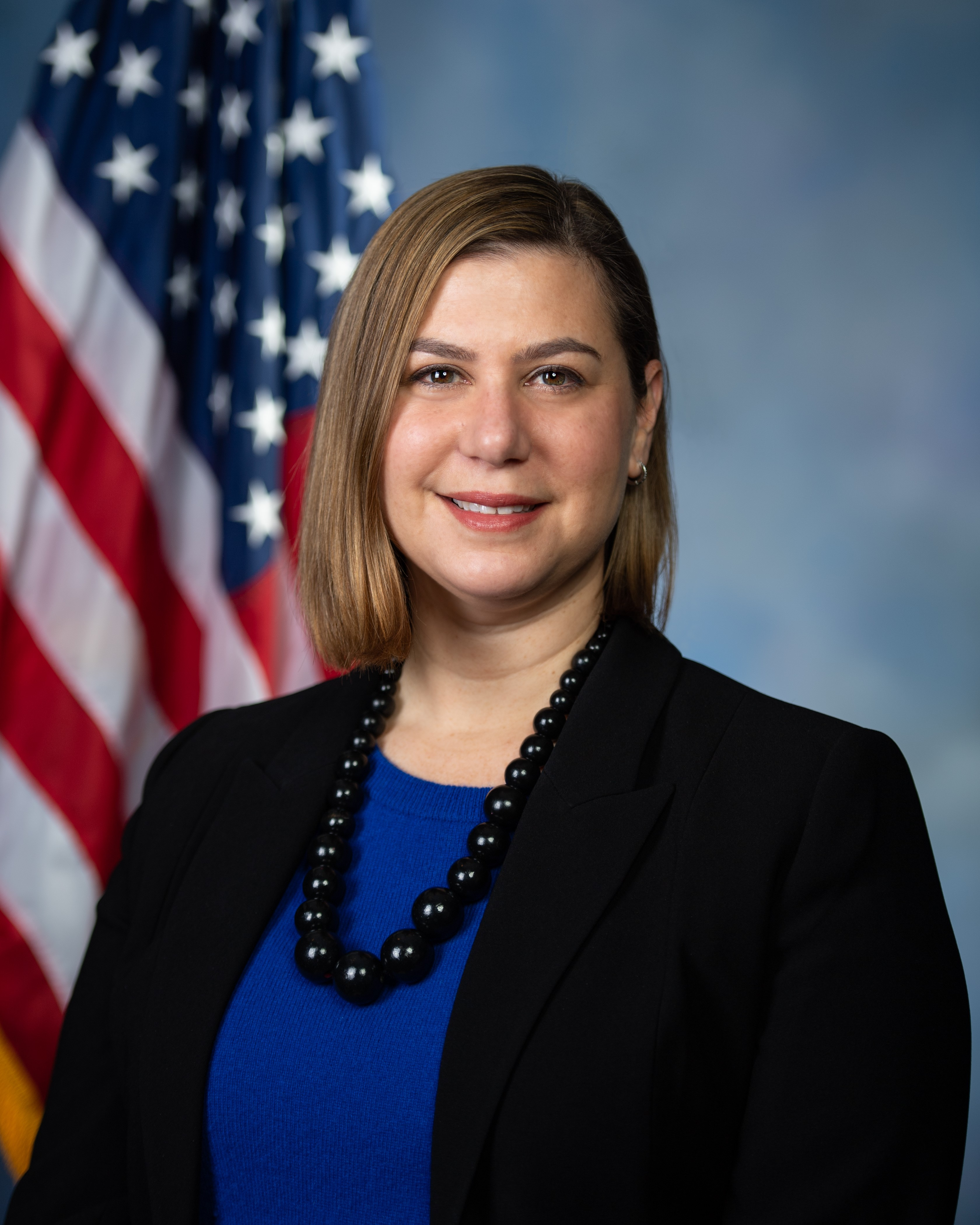
Elissa Slotkin (2019)

Elissa Blair Slotkin (* 10. Juli 1976 in Manhattan, New York) ist eine US-amerikanische Politikerin der Demokratischen Partei. Von 2019 bis 2025 war sie für den Bundesstaat Michigan im Repräsentantenhaus der Vereinigten Staaten. Seit Januar 2025 ist sie Senatorin des Staates.

## Biographie
Elissa Slotkin wurde in New York City geboren. Sie ist jüdisch und wuchs auf einer Farm in Holly, Michigan, zwischen den Städten Flint und Detroit, auf. Sie besuchte die Cranbrook School in Bloomfield Hills. Nach dem Abschluss nahm sie ein Studium der Soziologie an der Cornell University auf, welches sie 1998 nach vier Jahren mit einem Bachelor of Arts abschloss. Anschließend studierte sie von 2001 bis 2003 an der School of International and Public Affairs der Columbia University Internationale Beziehungen, welches sie mit einem Master of Arts abschloss.
Parallel zu ihrer Studienzeit lernte sie an der American University in Cairo die Arabische Sprache, wo sie sich 2001 zertifizieren ließ. Nachdem sie während ihrer Studienzeit bereits als Übersetzerin für Swahili tätig gewesen war, übernahm sie 2002 diese Tätigkeit für das US-Innenministerium als Praktikantin, bevor sie 2003 als politische Analystin Mitarbeiterin der CIA wurde. Ab 2005 war sie Leitende Assistentin im Stab des Director of National Intelligence, von 2007 bis 2009 zudem Stabschefin der Abteilung für die Irakpolitik. Sie war in dieser Position drei Mal im Irak eingesetzt.
Danach wechselte sie in das Verteidigungsministerium, wo sie 2011 dem Stab des Under Secretary of Defense for Policy beitrat. Unter ihm war sie Beraterin in Sachen Nahostpolitik. Ab 2014 war sie Stellvertreterin des Assistant Secretary of Defense for International Security Affairs, später zwischen 2015 und 2017, bekleidete sie selbst diese Position unter Präsident Barack Obama. 2017 verließ sie das Verteidigungsministerium und zog zurück auf die Farm, auf der sie aufwuchs. Dort gründete sie die Beratungsfirma Pinpoint Consulting.
Slotkin war seit 2011 mit dem Ex-Kampfhubschrauberpiloten und Colonel Dave Moore verheiratet. Anfang 2023 reichte das Paar die Scheidung ein. Sie lebt heute auf der Farm von Slotkins Eltern in Holly. Slotkin ist Stiefmutter von zwei erwachsenen Töchtern.

## Politik

### Repräsentantenhaus
Im Sommer 2018 gab sie bekannt, dass sie zur Wahl 2018 zum 116. Kongress der Vereinigten Staaten im November für den achten Kongresswahlbezirk des Bundesstaates Michigan kandidieren, und damit den Abgeordneten Mike Bishop herausfordern werde, der ab 2015 in seiner zweiten Amtszeit als Kongressabgeordneter war. Ihre Motivation entstand unter anderem dadurch, dass Bishop für die Aufhebung des Patient Protection and Affordable Care Act stimmte. In der Vorwahl der Demokraten um den Sitz setzte sie sich gegen den Juraprofessor Christopher Smith mit 70 % der Stimmen durch. Bei der Kongresswahl setzte sie sich mit 50,6 % der Stimmen gegen Bishop durch, der mit 46, 8 % etwa 13.000 Stimmen weniger auf sich vereinigen konnte. Der Sitz ging damit das erste Mal seit 2001 wieder an einen Kandidaten der Demokraten. In der Wahl 2020 trat sie gegen Paul Junge  von der Republikanischen Partei und Joe Hartman von der Libertarian Party an. Sie konnte sich mit 50,9 % durchsetzen. Die Primary (Vorwahl) ihrer Partei für die Wahlen 2022 am 2. August konnte sie ohne Gegenkandidaten gewinnen. Damit trat sie am 8. November 2022 gegen Tom Barrett von der Republikanischen Partei und Leah Dailey von der Libertarian Party an. Sie konnte die Wahl mit 51,5 % der Stimmen für sich entscheiden und war dadurch auch im Repräsentantenhaus des 118. Kongresses vertreten.
Seit 2019 ist sie Mitglied der Transatlantischen Task Force des German Marshall Funds und der Bundeskanzler-Helmut-Schmidt-Stiftung.
Ausschüsse
Slotkin war Mitglied in folgenden Ausschüssen des Repräsentantenhauses:
- Committee on Armed Services
  - Cyber, Innovative Technologies, and Information Systems
  - Readiness
- Committee on Homeland Security
  - Cybersecurity, Infrastructure Protection, and Innovation
  - Intelligence and Counterterrorism (Vorsitz)
- Committee on Veterans' Affairs
  - Disability Assistance and Memorial Affairs

### Senat der Vereinigten Staaten
Am 27. Februar 2023 kündigte Slotkin ihre Kandidatur für den Senatssitz von Michigan an, den bisher Debbie Stabenow innehatte. Stabenow hatte zuvor bekanntgegeben, dass sie bei den Wahlen zum Senat der Vereinigten Staaten 2024 nicht mehr kandidieren werde. Slotkin gewann die Demokratische Vorwahl mit großem Vorsprung. Die allgemeine Wahl gewann sie mit 48,6 % der Stimmen gegen den Republikaner Mike Rogers (48,3 %). Ihre Amtszeit begann am 3. Januar 2025.
Am 4. März 2025, nur zwei Monate nach Beginn ihrer Amtszeit, hielt Slotkin die Gegenrede auf die Kongressrede von US-Präsident Donald Trump. Der demokratische Minderheitsführer Chuck Schumer sagte zu diesem Anlass, sie sei ein „aufsteigender Stern in der Partei“.